# Кордатос, Янис
Янис Кордатос (греч. Γιάνης Κορδάτος; 1 февраля 1891, Загора, Фессалия — 28 апреля 1961, Афины) — греческий историк и социолог-марксист, деятель рабочего движения. Юрист по образованию, Кордатос как историк был самоучкой, однако стал основоположником греческой марксистской историографии и написал более двадцати исторических работ, посвященных древней, византийской и новогреческой истории. Среди его известных работ — «Социальное значение греческой войны за независимость 1821 года» (1924, 1972), «История греческой литературы с 1453 по 1961 год» (1962), «Последние дни Византийской империи» (1975), «История древнегреческой философии» (1946, 1975), «Фессалоникийская коммуна, 1342—1349» (1975).

## Ранние годы
Родился 1 февраля 1891 года в зажиточной семье купца и землевладельца Александроса Кордатоса.
В 1907 году поступил в греко-немецкий лицей Смирны (Измира), где его учителем был Димитрис Глинос. В 1908 году учился во Франко-эллинском лицее в Константинополе (Стамбуле), однако прервал обучение из-за болезни. Затем в 1911 году уехал в Афины, где изучал право в Афинском университете.
В студенческие годы Кордатос соприкоснулся с социализмом и рабочим движением Волоса. В 1911—1915 годах участвовал в кружках радикальной интеллигенции.

## Политика
Хотя он не смог принять участие в учредительном съезде Социалистической рабочей партии Греции (предшественницы компартии) в ноябре 1918 года, поскольку отсутствовал в Афинах, но присоединился к партии в мае 1919 года. В апреле 1920 года Кордатос был избран членом Центрального комитета СРПГ, в следующем месяце был назначен «представителем партии» в газете «Ризоспастис» и стал генеральным секретарём СРПГ до ноября 1922 года, когда его сменил Никос Саргологос, а сам он принял руководство «Ризоспастисом», уже ставшим партийным органом.
В 1922 году вместе с другими лидерами партии и Всеобщей конфедерации греческих рабочих дважды арестовывался из-за антивоенных статей в газете и антимонархической активности. В 1924 году Кордатос вместе с Томасом Апостолидисом и Серафимом Максимом вошёл в так называемый «Центральный комитет из трех человек», руководивший партией вплоть до III Чрезвычайного Конгресса в ноябре-декабре того же года, когда Социалистическая рабочая партия Греции (коммунистическая) была переименована в Коммунистическую партию Греции (КПГ).
Однако вскоре, на рубеже 1924—1925 годов, он покинул только что переименованную КПГ, поскольку не согласился с официальной (согласованной с решениями Коммунистического Интернационала) позицией по македонскому вопросу. Хотя Кордатос стремился сохранять связи с коммунистами, но после прихода к руководству КПГ сталинистского генсека Никоса Захариадиса попал под шквальный огонь критики; в 1933 году другой коммунистический историк Янис Зевгос предпринял серию нападок против Кордатоса, назвав его «историком буржуазии» и «экономистом на передовой контрреволюции». Кордатос резко отреагировал рядом ответных статей, критиковавших «новое руководство партии, грубо и схематично интерпретировавшее ленинизм» и утверждавших, «что лидеры КПГ пошли по ложному пути».
В конце 1940 года был арестован правоавторитарным правительством Метаксаса, так как характеризовал греко-итальянскую войну как антифашистскую. Во время оккупации принимал участие в Движении Сопротивления в рядах Национально-освободительного фронта (ЭАМ). После Второй мировой войны стал членом Генерального совета Единой демократической левой партии (ЭДА). Хотя его разногласия с КПГ смягчились во время антифашистской борьбы в годы войны, но их отношения так и не были в полной степени восстановлены.

## Сочинения и научный вклад
С юности писал статьи для различных изданий, считался ведущим экспертом по аграрному вопросу. Как журналист в течение межвоенного периода сотрудничал в основном с левыми литературными и культурными журналами. После ухода из активной политики в середине 1920-х посвятил себя почти исключительно научно-исследовательской работе, публиковал многочисленные независимые исторические и социологические исследования, статьи, комментарии и рецензии на книги.
Под влиянием книги Георгиоса Склироса «Наши социальные проблемы» (1907) в труде «Социальное значение греческой революции 1821 года» (Η κοινωνικη σημασία της Ελληνικής Επαναστάσεως του 1821; 1924) впервые в греческой историографии дал историко-материалистическую трактовку новогреческой истории. Этот один из первых примеров марксистской историографии в Греции, в котором показаны социальные корни национально-освободительного движения, вскрываются классовые противоречия греческого общества в период османского господства и ведётся полемика с буржуазными историками, вызвал острые дискуссии. Труд пользовался большой популярностью и вышел в 4 изданиях рекордным для тогдашней Греции тиражом в 40 тысяч экземпляров. 
В последние годы жизни он работал над серией обобщающих трудов, в которых стремился дать картину исторического развития Греции с древнейших времен до 1924 года. Монографии и статьи Кордатоса, посвящённые различным периодам греческой истории, написаны в основном с марксистских позиций. Ему принадлежат также труды по философии, социологии, праву, истории литературы. Был соавтором ряда энциклопедий, включая Большую греческую. В 1939 году стал директором серии «Библиотека древнегреческой прозы и поэзии».
Марксистские позиции автора нашли отражение в его трудах по греческой культуре — «Новое введение к Гомеру» (1940; высказывал новый взгляд на гомеровский вопрос, противоположный традиционному подходу Ф. А. Вольфа), «Сапфо и социальные битвы на Лесбосе» (1945), «История древнегреческой философии» (1946), «Ветхий Завет в свете критики» (1947), а также в монографиях по истории Греции во времена эллинизма и римского владычества.
В 1-м томе «Истории Древней Греции» (1955) сформулировал гипотезу формирования эллинской народности в результате симбиоза малоазийских переселенцев и местных балканско-средиземноморских племён вроде пеласгов и лелегов. Решительно возражал против попыток трактовать общество крито-микенской цивилизации как матриархальное или феодальное.

## Смерть и память
Скончался от сердечного приступа 30 апреля 1961 года, работая над статьёй для газеты «Авги», посвящённой празднованию Первомая. На момент смерти у него были три книги, готовые к публикации: «История новогреческой литературы», «История крестьянского движения» и «Изучение Иисуса Христа и христианства».
После его смерти группа его друзей-интеллектуалов учредила общество «Друзья Яниса Кордатоса» и «Историко-филологический институт им. Янниса Кордатоса», функционирование которых было прервано установлением диктатуры чёрных полковников в 1967 году.